# Parazelum nigripes
Parazelum nigripes är en insektsart som beskrevs av Sjöstedt 1921. Parazelum nigripes ingår i släktet Parazelum och familjen gräshoppor. Inga underarter finns listade i Catalogue of Life.